# Lobalacsa collessi
Lobalacsa collessi är en insektsart som beskrevs av Tim R. New 1984. Lobalacsa collessi ingår i släktet Lobalacsa och familjen fjärilsländor. Inga underarter finns listade i Catalogue of Life.